# Novi Pazar (Servië)
Novi Pazar (Servisch: Нови Пазар) is een stad en gemeente in het zuidwesten van Servië. De stad is de belangrijkste stad in de regio Sandžak en wordt daarom ook wel de hoofdstad van de Sandžak genoemd. Volgens de census van 2002 heeft de stad 54.604 inwoners, of 85.996 wanneer de omliggende dorpen worden meegerekend.
De naam van de stad betekent "nieuwe bazaar".

## Bevolking
Volgens de census van 1991 was de bevolking als volgt samengesteld:
- Bosniakken: 87,73%
- Serven: 10,00%,
- Montenegrijnen:  0,27%,
- Albanezen: 0,25%
- anderen 1,75%

Volgens het Internationale Rode Kruis biedt de stad onderdak aan ongeveer 6.000 vluchtelingen uit Kosovo, Bosnië en Kroatië.

## Geschiedenis
Novi Pazar werd gesticht in 1459 door Isa-beg Ishaković, die eerder ook de stad Sarajevo had gesticht. De eerste geschreven documenten waarin melding wordt gemaakt van Novi Pazar dateren uit de 15e eeuw, en betreffen het besluit van de Republiek Dubrovnik om een consul te benoemen in Novi Pazar. Daardoor wordt aangenomen dat de stad toen al ver ontwikkeld was, waarschijnlijk door haar optimale geografische ligging. De stad lag op de routes naar Dubrovnik, Niš, Sofia, Constantinopel, Thessaloniki, Sarajevo, Belgrado en Boedapest. In de 17e eeuw was Novi Pazar een van de grootste en belangrijkste steden op de Balkan.
In 1878 raakte de naam van de stad voorgoed verbonden aan de Sandžak, toen het Congres van Berlijn dit gebied de naam Sandžak van Novi Pazar gaf. Tussen 1878 en 1908 werd deze Sandžak van Novi Pazar bestuurd door Oostenrijk-Hongarije. In 1908 werd het weer onderdeel van het Ottomaanse Rijk, dat het in 1912 verloor aan Servië tijdens de Eerste Balkanoorlog. Na de Tweede Wereldoorlog werd Novi Pazar al snel een veel minder belangrijke stad.

## Geografie
Novi Pazar is het economische en culturele centrum van de Sandžak. De stad ligt 290 km ten zuiden van Belgrado, op een route over de Ibarska Magistrala die via Podgorica naar de Adriatische Zee loopt. De stad ligt
aan de rivieren Josanica, Raška, Dezevska en Ljudska Rijeka, op een hoogte van 496 meter. De stad wordt omringd door
de bergketens van Golija, Rogozna en Pesterska Visoravan. De oppervlakte van de gemeente en de omringende dorpen is 742 km².

## Bezienswaardigheden
Tot de belangrijkste monumenten in en rond Novi Pazar behoren de 10e-eeuwse Sint-Pieterskerk, het op een heuvel gelegen Đurdevi stupovi-klooster (12e eeuw) en de Altun-Alem-moskee, daterend uit de 16e eeuw en de grootste in de regio. Ten westen van de stad bevindt zich het 13e-eeuwse Sopoćani-klooster, opgenomen op de werelderfgoedlijst van UNESCO.

## Sport
FK Novi Pazar is de betaaldvoetbalclub van Novi Pazar.

## Plaatsen in de gemeente
| - Aluloviće - Bajevica - Banja - Bare - Batnjik - Bekova - Bele Vode - Boturovina - Brđani - Brestovo - Verevo - Vever - Vidovo - Vitkoviće - Vojkoviće | - Vojniće - Vranovina - Vučiniće - Vučja Lokva - Golice - Gornja Tušimlja - Goševo - Građanoviće - Gračane - Grubetiće - Deževa - Dojinoviće - Dolac - Doljani - Dragočevo | - Dramiće - Žunjeviće - Zabrđe - Zlatare - Ivanča - Izbice - Jablanica - Javor - Janča - Jova - Kašalj - Kovačevo - Kožlje - Koprivnica - Kosuriće | - Kruševo - Kuzmičevo - Leča - Lopužnje - Lukare - Lukarsko Goševo - Lukocrevo - Miščiće - Mur - Muhovo - Negotinac - Novi Pazar - Odojeviće - Okose - Osaonica | - Osoje - Oholje - Pavlje - Paralovo - Pasji Potok - Pilareta - Pobrđe - Požega - Požežina - Polokce - Pope - Postenje - Prćenova - Pusta Tušimlja - Pustovlah | - Radaljica - Rajetiće - Rajkoviće - Rajčinoviće - Rajčinovićka Trnava - Rakovac - Rast - Sebečevo - Sitniče - Skukovo - Slatina - Smilov Laz - Srednja Tušimlja - Stradovo - Sudsko Selo | - Tenkovo - Trnava - Tunovo - Hotkovo - Cokoviće - Čašić Dolac - Šavci - Šaronje - Štitare |

## Geboren
- Abdullah Gegiç (1924-2008), Joegoslavische voetbalcoach
- Adem Ljajić (1991), voetballer
- Erhan Mašović (1998), voetballer
- Andrija Maksimović (2007), voetballer